# Volvo 66
В начале 1970-х годов Volvo начала задумываться о расширении модельной линейки за счет производства небольших автомобилей. В итоге в 1972 году Volvo приобрела треть акций Голландской компании DAF Car BV, которая в те годы рассматривалась в качестве ведущего разработчика инновационных небольших автомобилей, где прежде Volvo не была представлена. В итоге в 1975 году, когда фирма DAF Car BV переживала финансовые трудности, Volvo повысила долю участия в легковом отделении DAF с 33 до 75 %, став фактически его владельцем. Новая фирма стала называться Volvo Car BV.
В итоге получив доступ к технологиям, Volvo создала модель 66-серии, которая идет напрямую корнями к DAF 66 разработки 1973 года сделанный Джованни Мичелотти. Volvo 66 была представлена в двухдверном кузове мини седан, а также в версии мини универсал на три двери. От купе на базе DAF 66 Coupé было решено отказаться.
По сути Volvo 66 - это перелицованная DAF 66 с улучшениями, в основном связанными с безопасностью. В него установили другие сиденья с подголовниками, дооснастили безопасным рулевым колесом, стальными усилителями в дверях и усиленными бамперами, а также размыкающим сервоприводом, который позволял водителю переключать передачи при включенном дросселе (в более старых моделях DAF это было невозможно, поскольку увеличенный холостой ход вызвало включение центробежной муфты). Кроме того, Volvo 66 получил режим парковки в вариаторе, который блокирует трансмиссию.
Машина оснащалась гидравлическими дисковыми тормозами впереди и барабанными - сзади, а также имела заднюю подвеску типа «Де Дион».
С 1977 года версия универсала оснащалась стеклоочистителем на задней крышке багажника.

## Галерея

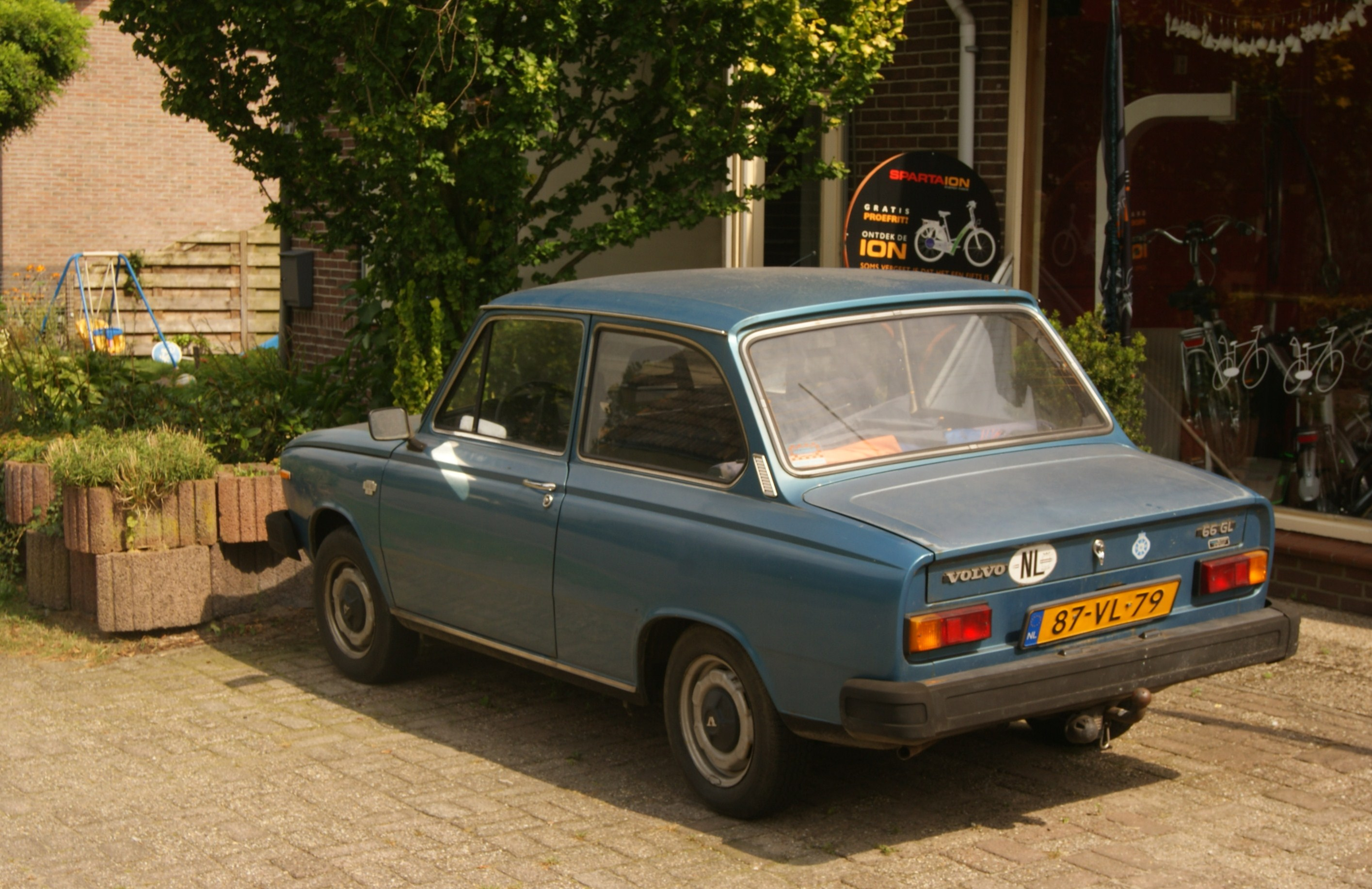
Volvo 66 Sedan
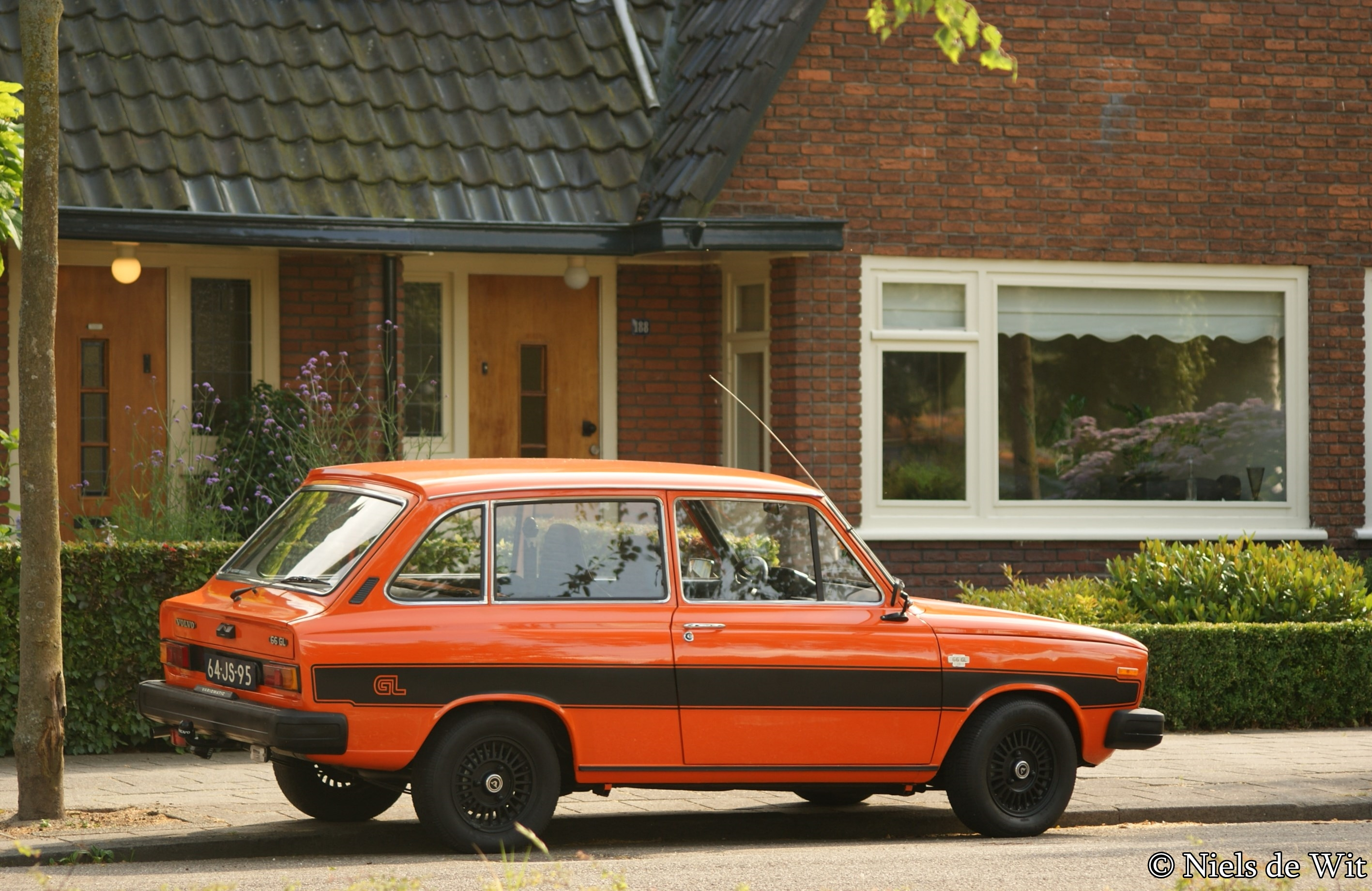
Volvo 66 Combi
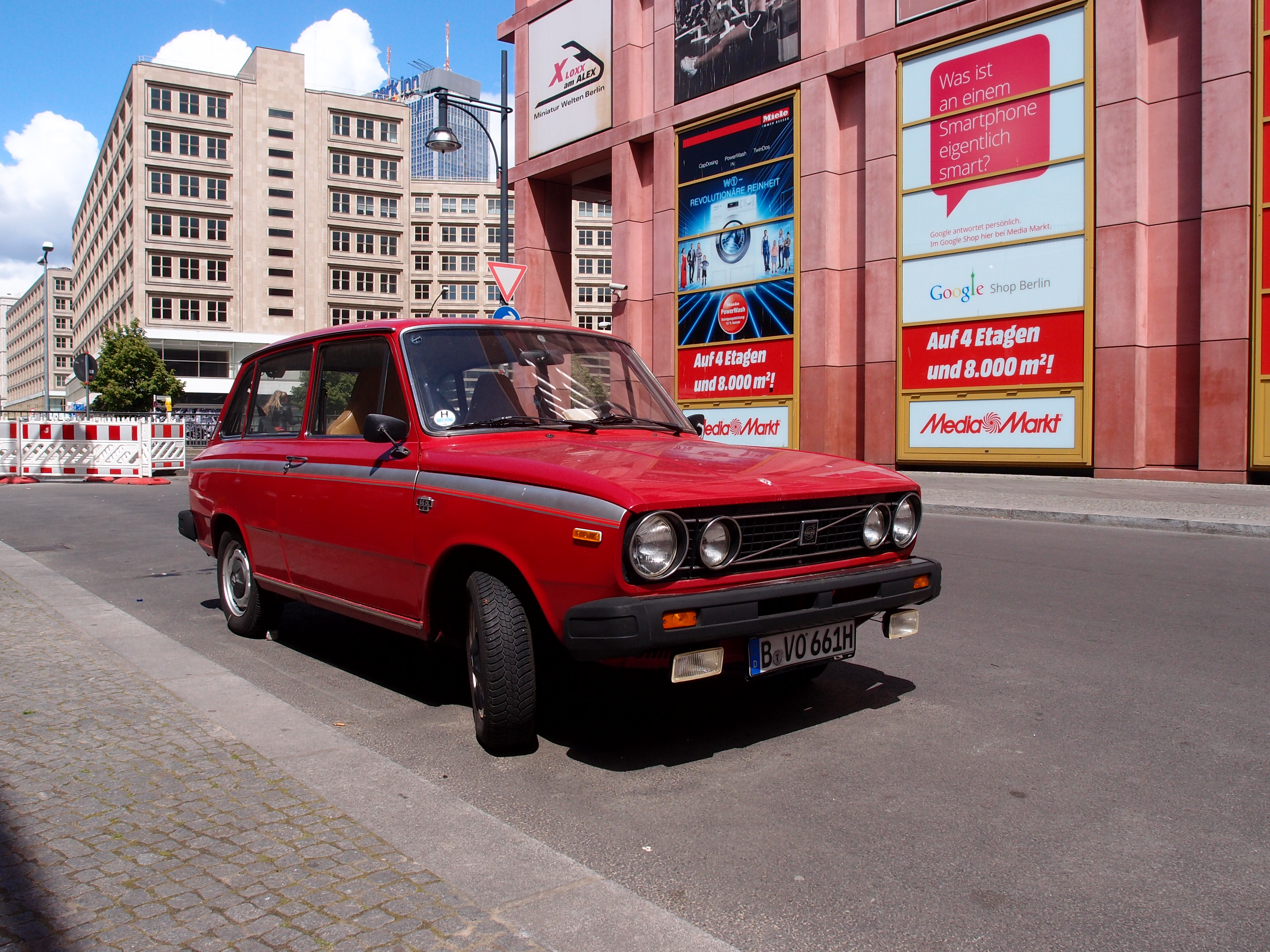
Volvo 66 Estate